# Испанская каменка
Испанская ка́менка, или чёрно-пегая каменка (лат. Oenanthe hispanica) — птица семейства мухоловковых.

## Описание
У самца на лице чёрная маска. Спина у восточных подвидов белая, а у западных — от бежевого до кремового цвета. Хвост имеет характерное распределение белых и чёрных участков. Самки очень похожи на самок других видов каменок и в природе их очень сложно распознать. Когда эти птицы возбуждены, они взмахивают хвостами и хлопают крыльями. Они обычно встречаются на возвышенных местах, откуда у них хороший обзор.

## Распространение
Распространена в регионе Средиземноморья в сухих степях, поросших кустарником или без кустарника, с каменистыми участками. На территории РФ имеет два географически разорванных ареала — старый и новый. Старый ареал охватывает горный Дагестан. Новый же начал формироваться с конца 1960—х годов в Причерноморье: в начале 2000—х испанские каменки освоили Керченский полуостров, а оттуда приступили к активной колонизации Абрау и клифов в р-не Геленджика.

## Размножение

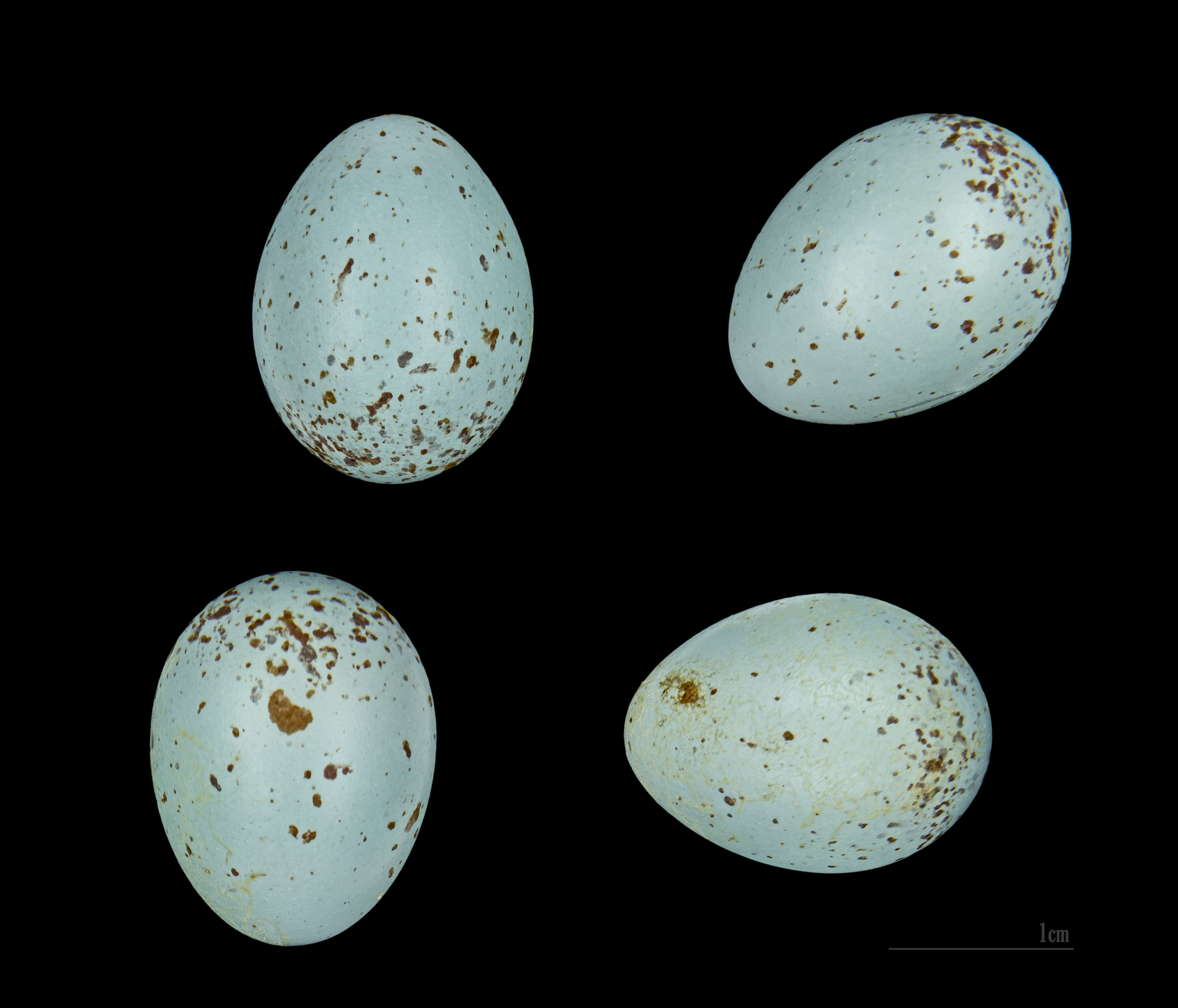
Oenanthe hispanica

Каждая пара занимает большой участок, на котором самцы в брачный период демонстрируют пение во время своего артистичного полёта. Гнездо обычно строится на земле в расщелине скалы, куче камней или в трещинах стен. Оно выстлано изнутри волосами животных, чтобы самка могла высиживать в нём с мая по июль свою кладку из 4-6 голубого цвета яиц, иногда с красными крапинами. Самец обычно помогает только у тех видов, у которых та же окраска. Период высиживания длится от 13 до 14 дней. Птенцы в своём наряде выглядят, будто покрыты «плесенью». Когда они становятся на крыло, они становятся похожими на пятнистых самок. Первые птенцы обычно вылетают из гнезда в начале июня. Родители затем начинают в конце июня вторую кладку. В начале второго гнездования, самец снова демонстрирует своё пение во время полёта.

## Питание
Испанская каменка питается главным образом насекомыми, пауками и ягодами.